# Tom Farecht
Tom Farecht-Fadenknecht (* 3. Dezember 1865 in Westpreußen; † 25. August 1944 in Dresden) war ein deutscher Theaterschauspieler.

## Leben und Wirken
Er war der Sohn eines Kaufmanns und nahm auf Wunsch des Vaters in Dresden eine kaufmännische Lehre auf. Nebenbei nahm er heimlich bei Heinrich Marcks Schauspielunterricht. In Neustrelitz erhielt er 1891 als Darsteller des jugendlichen Liebhabers seine erste Anstellung. Von 1892 bis 1893 trat er in Göttingen auf, danach eine Saison in Kiel. 1894 ging er nach Köln und 1900 an das Stadttheater in Hamburg. Zuletzt ging er an das Hoftheater nach Dresden zurück.
Noch zu Lebzeiten übergab er seine Theater-Bibliothek dem Theater-Museum in Köln. Er starb nach kurzer schwerer Krankheit.